# Góry Złote

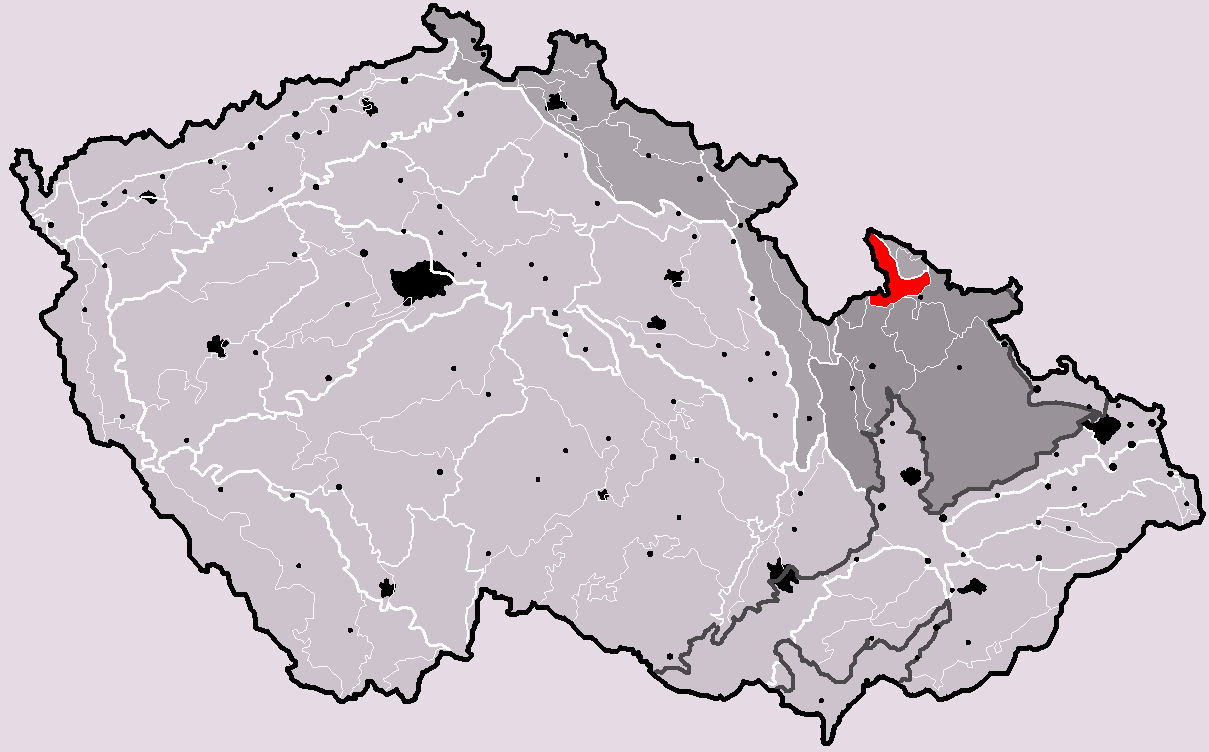
Czeski obszar Gór Złotych

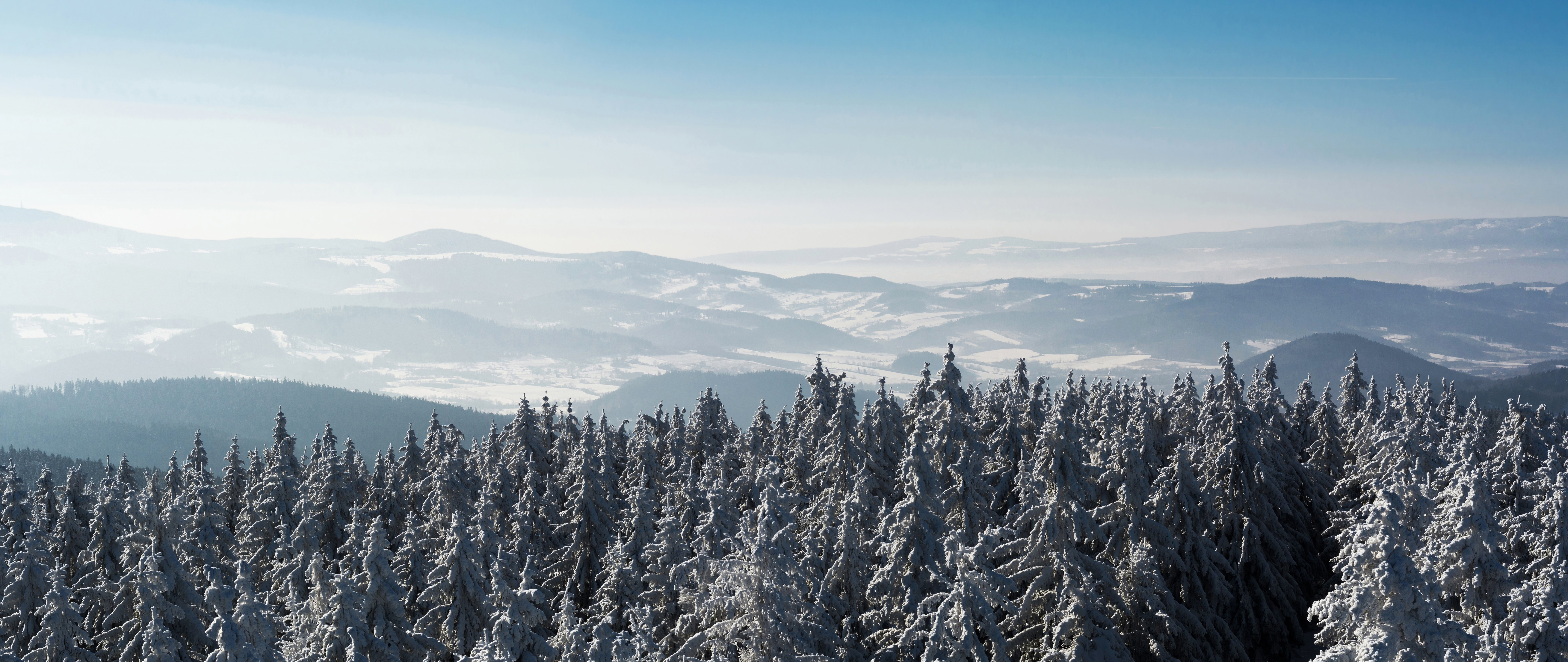
Panorama Gór Złotych z Borówkowej

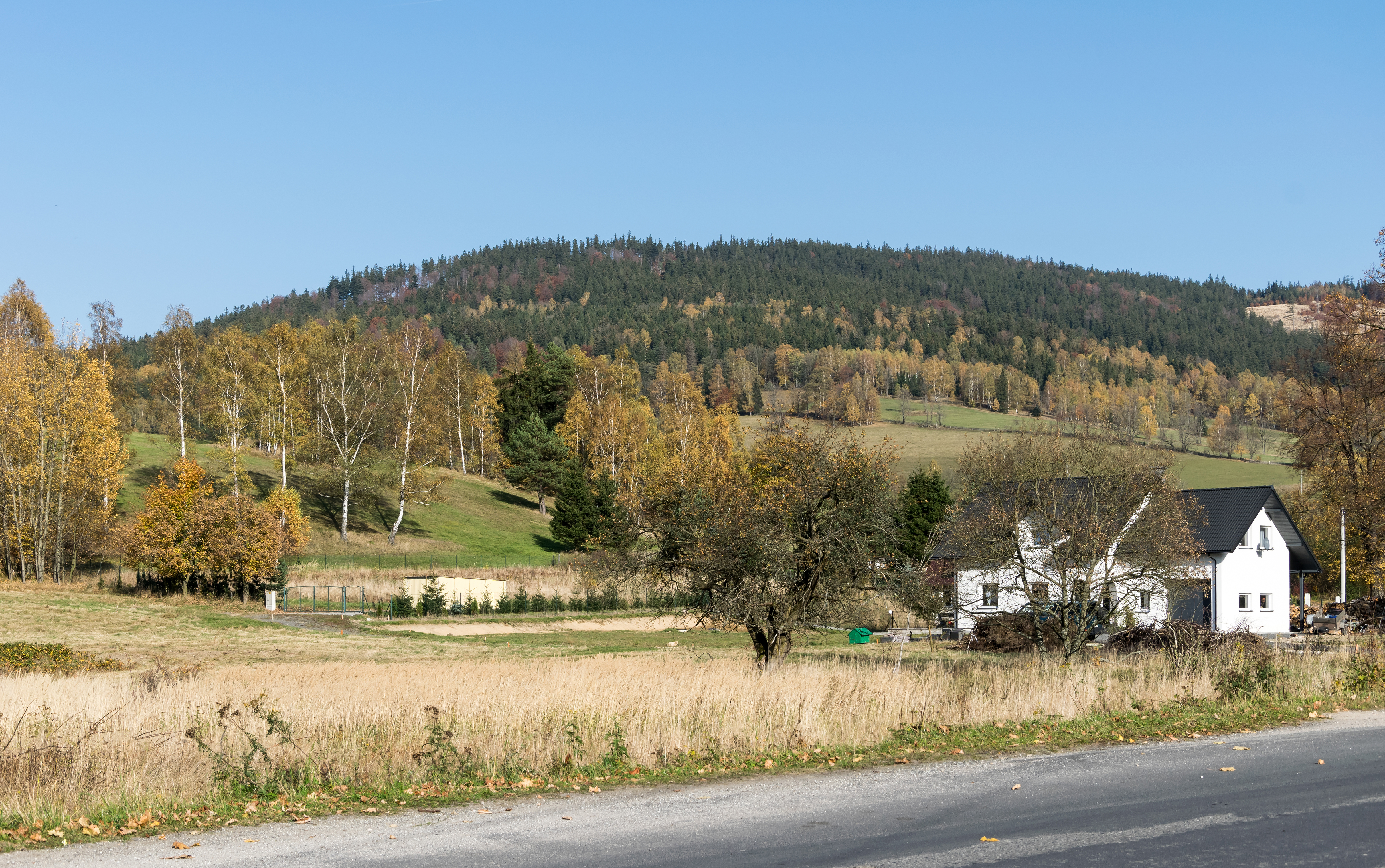
Czernik w Górach Złotych

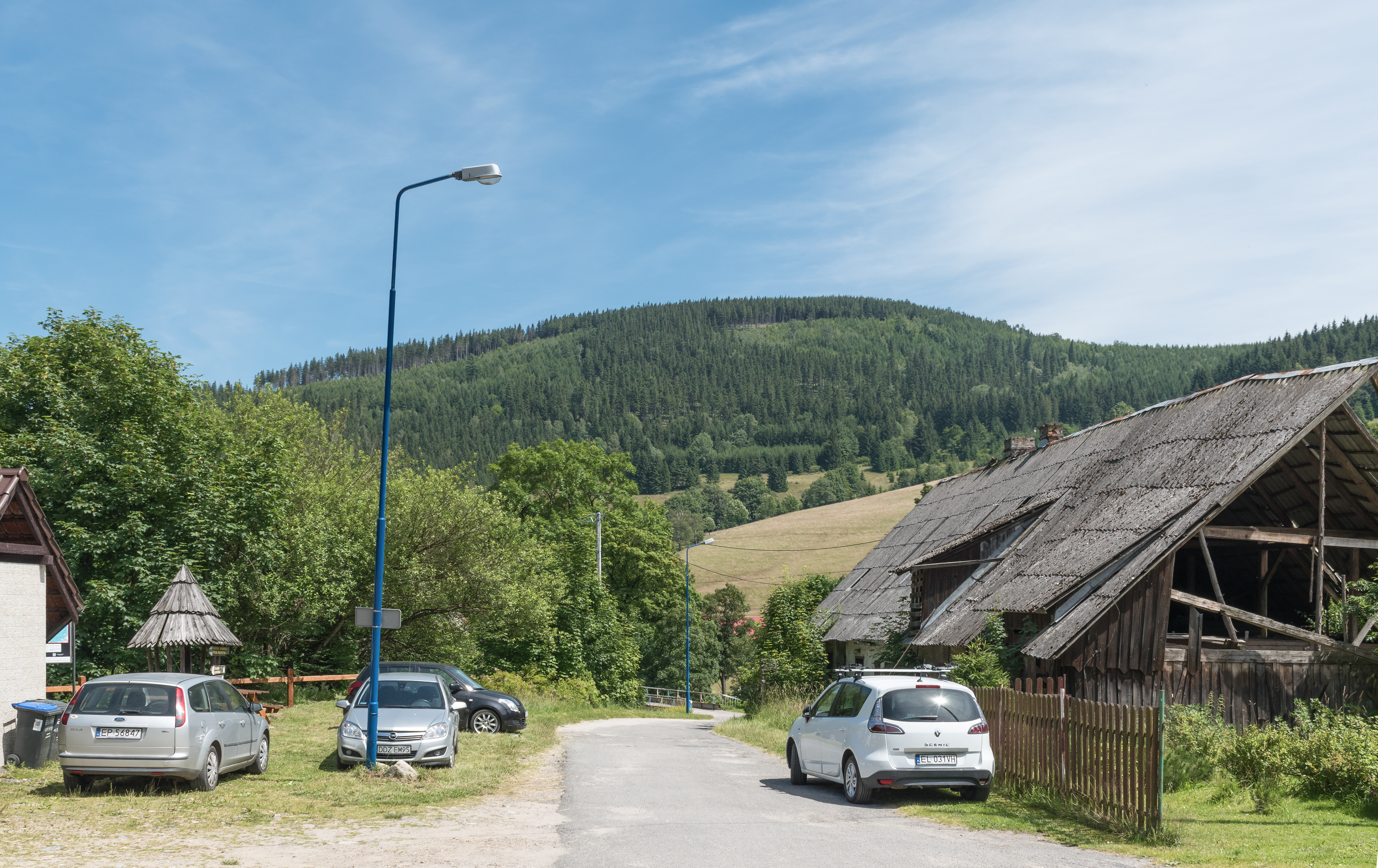
Kowadło w Górach Złotych

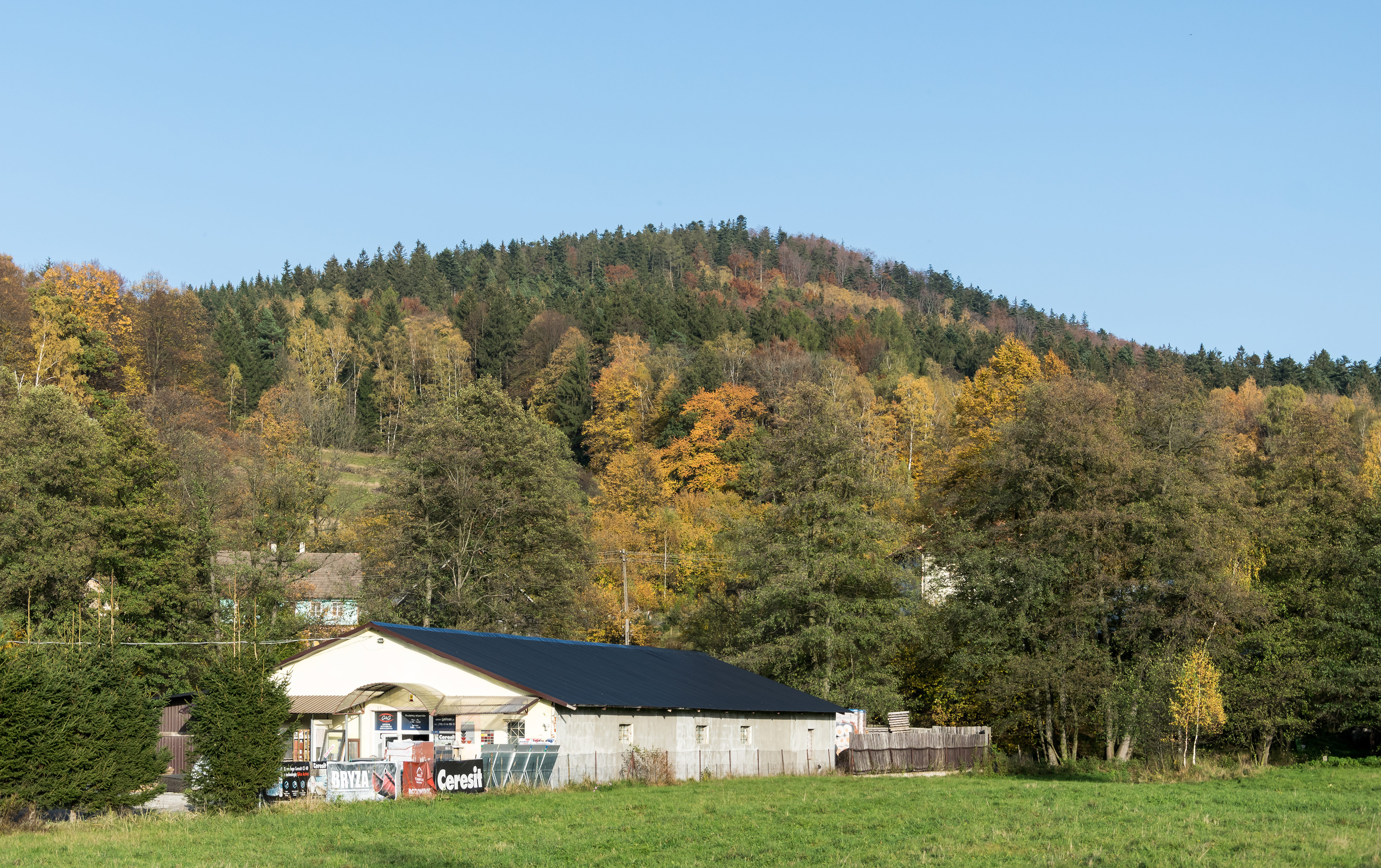
Kłóbka w Górach Złotych

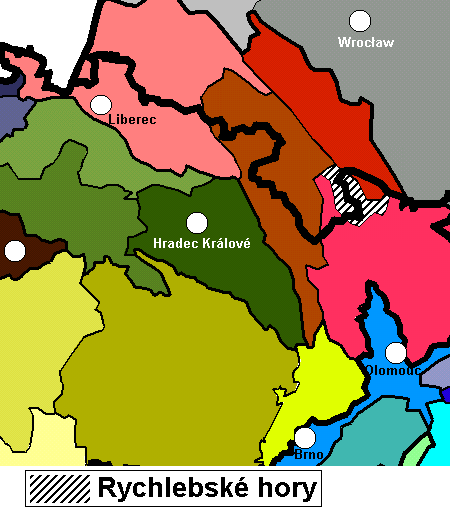
Położenie Gór Złotych w Sudetach

Góry Złote (cz. Rychlebské hory, dawniej Rychleby lub Rychlebské pohoří, niem. Reichensteiner Gebirge) 332.61 – pasmo górskie położone w Sudetach Wschodnich.
W potocznym znaczeniu ciągną się od Przełęczy Kłodzkiej na północnym zachodzie, aż do Przełęczy Ramzovskiej (cz. Ramzovské sedlo) na południowym wschodzie i przełęczy pomiędzy Pasieczną a Smrekiem na południu. Przełęcz Różaniec (583 m n.p.m.) dzieli łańcuch ten na dwie części: północno-zachodnią niższą i południowo-wschodnią wyższą.
Według regionalizacji fizycznogeograficznej Polski Jerzego Kondrackiego częścią Gór Złotych są Góry Bialskie. Podobnie uważają czescy geografowie, dla których „Rychlebské hory” rozciągają się od Przełęczy Płoszczyna do Przełęczy Ramzovskiej. W takim ujęciu tworzą one trójkąt o narożach: Przełęcz Kłodzka – Przełęcz Ramzovska – Przełęcz Płoszczyna. Także według mapy Geoserwisu GDOŚ, Góry Złote są pasmem głównym w randze mezoregionu, w skład którego wchodzą Góry Bialskie.
Najwyższym szczytem Gór Złotych jest Smrek (1127 m n.p.m.), a w polskiej części Postawna (1117 m n.p.m.).

## Rzeźba terenu
Góry Złote są jednym z dłuższych pasm sudeckich. Mają około 55 km długości z czego 35 km na terenie Polski. Wartości te mogą podlegać kontrowersjom ze względu na wspomnianą niejednoznaczność co do granicy z Górami Bialskimi. Właściwe Góry Złote, położone na północnym wschodzie, tworzą stosunkowo wąski grzbiet o krętym przebiegu. Od tego grzbietu odchodzą boczne ramiona ku północnemu wschodowi. Im dalej ku południowemu wschodowi są one coraz dłuższe. Góry Bialskie, na południowym zachodzie, tworzą rozległy masyw o kształcie rozrogu.

## Ważniejsze szczyty
| Lp. | Szczyt                       | Wysokość m n.p.m. |
| 1   | Smrek                        | 1125              |
| 2   | Smrek Trójkrajny             | 1107              |
| 3   | Lví hora                     | 1040              |
| 4   | Studniční vrch               | 991               |
| 5   | Kowadło                      | 989               |
| 6   | Špičák                       | 957               |
| 7   | Łupkowa (cz. Břidličný vrch) | 946               |
| 8   | Czartowiec                   | 944               |
| 9   | Pasieczna                    | 928               |
| 10  | Medvědí kámen                | 907               |
| 11  | Borówkowa                    | 900               |
| 12  | Jawornik Wielki              | 872               |
| 13  | Borůvkový vrch               | 859               |
| 14  | Kobyla Kopa (cz. Koniček)    | 850               |
| 15  | Czernik                      | 832               |
| 16  | Kopřivný                     | 823               |
| 17  | Trojak                       | 766               |
| 18  | Křemenáč                     | 734               |
| 19  | Ptasznik                     | 719               |
| 20  | Vysoký kámen                 | 691               |
| 21  | Sowia Kopa                   | 672               |
| 22  | Bodak                        | 617               |
| 23  | Cierniak                     | 592               |

| Góry Bialskie |               |                   |
| Lp.           | Szczyt        | Wysokość m n.p.m. |
| 1             | Travná hora   | 1120              |
| 2             | Postawna      | 1117              |
| 3             | Brusek        | 1116              |
| 4             | Rudawiec      | 1112              |
| 5             | Czernica      | 1083              |
| 6             | Iwinka        | 1079              |
| 7             | Orlik         | 1068              |
| 8             | Sucha Kopa    | 1055              |
| 9             | Rude Krzyże   | 1053              |
| 10            | Suszyca       | 1047              |
| 11            | Płoska        | 1035              |
| 12            | Stolec        | 1034              |
| 13            | Gołogóra      | 997               |
| 14            | Kunčická hora | 943               |

## Budowa geologiczna
Pod względem geologicznym Góry Złote należą do pogranicza Sudetów Zachodnich (struktura zachodniosudecka) oraz Sudetów Wschodnich (struktura wschodniosudecka).
Ich polska część obejmuje północno-wschodnią część metamorfiku Lądka i Śnieżnika, strefę Złoty Stok–Skrzynka oraz większość masywu kłodzko-złotostockiego, należące do struktury zachodniosudeckiej.
Po stronie czeskiej występują ponadto skały metamorficzne i magmowe należące do następujących jednostek: strefy Starého Města (struktura zachodniosudecka) oraz kopuły Keprnika, kopuły Desny, masywu Żulowej i masywu Jesionika (struktura wschodniosudecka).
Zbudowane są ze skał metamorficznych – w większości z gnejsów i łupków łyszczykowych z wkładkami łupków łyszczykowych z granatami, paragnejsów, amfibolitów, łupków kwarcowych, łupków grafitowych, marmurów kalcytowych i dolomitowych, skał wapienno-krzemianowych, erlanów, fyllitów. W gnejsach występują amfibolity, eklogity, granulity, a w okolicach Bielic również gnejsy amfibolowe i tonality. Na południe od Złotego Stoku występują niewielkie wkładki granitoidy jawornickie. W północno-wschodniej części, w tzw. strefie Złoty Stok-Skrzynka występują różne odmiany skał zmylonityzowanych: mylonitów, blastomylonitów, gnejsów mylonitycznych i in. Na północny zachód od strefy mylonitycznej występują karbońskie skały magmowe – granodioryty masywu kłodzko-złotostockiego. Najmłodszymi skałami krystalicznymi są wulkanity – trzeciorzędowe, a lokalnie być może i czwartorzędowe bazalty.
W wyniku erozji, wietrzenia, transportu i depozycji na skałach krystalicznych utworzyły się w plejstocenie i holocenie pokrywy glin, a w dolinach rzecznych żwiry, piaski, lokalnie mady rzeczne.

## Górnictwo
Od XIII do XX wieku eksploatowano tu różne kruszce, m.in. złoto oraz arsen w Złotym Stoku. Później rozwinęło się górnictwo skalne. Po stronie polskiej znajdują się wyrobiska nieczynnych kamieniołomów marmurów w okolicach Złotego Stoku, granodiorytu w rejonie Chwalisławia i Mąkolna, bazaltów koło Lądka i Lutyni oraz łupków metamorficznych w Złotym Stoku. Czynny jest jeden kamieniołom bazaltów w Lutyni.
Po stronie czeskiej czynne są kamieniołomy marmuru w pobliżu jaskini Na Pomezí oraz kilka nieczynnych.

## Miejscowości

### Po stronie polskiej
Miasta Złoty Stok, Lądek-Zdrój, Stronie Śląskie oraz wsie: Bielice, Bolesławów (Góry Bialskie), Chwalisław, Goszów, Jaszkowa Górna, Laski, Mąkolno, Nowa Morawa (Góry Bialskie), Nowy Gierałtów, Ołdrzychowice Kłodzkie, Orłowiec, Radochów, Skrzynka, Stara Morawa (Góry Bialskie), Stary Gierałtów, Stojków, Trzebieszowice.

### Po stronie czeskiej
Bílá Voda, Branná, Chrastice, Hanušovice, Javornik, Staré Město pod Sněžníkem, Lipová-lázně, Ostružná, Petříkov, Ramzová, Staré Město, Stříbrnice, Vápenná, Žulová

## Atrakcje turystyczne
Ciekawe miejsca położone na terenie Gór Złotych to między innymi udostępniona do zwiedzania dawna podziemna kopalnia złota i arsenu w Złotym Stoku, Jaskinia Radochowska, kalwaria na Cierniaku, uzdrowisko w Lądku Zdroju, arboretum w Lądku, ruiny zamku Karpień, skały Trojan i in. oraz Przełęcz Lądecka, gdzie znajduje się przejście do Czech. Tereny Gór Złotych są słabo zaludnione i bardzo atrakcyjne dla turystyki pieszej oraz narciarskiej.
Po stronie czeskiej znajduje się miasto Javornik z zamkiem Jánský vrch i barokowym kościołem Trójcy Świętej, ruiny zamku Rychleby, uzdrowisko Lipová-lázně, znane zimowiska Ramzová, Ostružná i Petříkov, schronisko turystyczne „chata Paprsek”, jaskinia Na Pomezí, Nýznerovské vodopády, Šafářova skála. Na granicznej Borówkowej Czesi zbudowali w 2006 wieżę widokową. Wokół Černej Vody znajdują się od 2009 ścieżki rychlebskie, trasy dla rowerów górskich.
Łączna długość tych tras to kilkadziesiąt kilometrów.

## Nawiązania i odniesienia w kulturze
Przez Góry Złote przechodzili w drodze do rodzinnego Prudnika bohaterowie powieści Lato umarłych snów autorstwa niemieckiego pisarza Harry’ego Thürka.